# فرانکا باتلیچ
فرانکا باتلیچ (به انگلیسی: Franka Batelić) (زاده ۷ ژوئن ۱۹۹۲) خواننده کروات است.
او در یوروویژن ۲۰۱۸ نماینده کرواسی بود.